# Berne (Indiana)
Berne ist eine City im Adams County im US-Bundesstaat Indiana. Sie liegt ca. 56 km südlich von Fort Wayne.
Laut Angaben der US-amerikanischen Volkszählungsbehörde United States Census Bureau hatte Berne im Jahre 2010 3999 Einwohner. Die Gemeindefläche betrug 5,39 km². Die Bevölkerungsdichte beträgt also 742 Einw./km².

## Geschichte
Die Siedlungsanfänge liegen im Jahr 1852. Damals besiedelten deutschsprachige Mennoniten aus dem Berner Jura den heutigen Ort Berne. Die Möglichkeiten zum Verkauf landwirtschaftlicher Produkte waren wegen der fehlenden Verkehrswege begrenzt. Als die Eisenbahngesellschaften immer mehr Linien bauten, sahen die Einwohner von Berne ihre Chance gekommen. Die Gebrüder Hilty machten der Grand Rapids and Indiana Railroad den Vorschlag, gegen den Bau einer Haltestelle in Berne der Eisenbahngesellschaft gratis Land abzutreten. Diese erklärte sich einverstanden und die Strecke wurde am Weihnachtstag 1871 eingeweiht. Neue Gebäude wurden gebaut und 1872 wurde eine Poststelle in Berne eröffnet. Die gute Infrastruktur zog weitere Siedler aus der Schweiz, Deutschland und englischsprachigen Ländern an. Eine Besonderheit der Gemeinde ist der hohe Anteil an Amischen, von denen bis heute viele eine Variante des Berndeutschen als Erst- oder Zweitsprache benutzen.

## Bevölkerung

### Demographische Daten
Nach dem United States Census 2010 lebten hier 3999 Menschen in 1620 Haushalten und 1078 Familien. Die Bevölkerungsdichte betrug 742 Einwohner pro km². Ethnisch betrachtet setzte sich die Bevölkerung zusammen aus 94,12 % weißer Bevölkerung, 0,53 % Afroamerikanern, 0,13 % amerikanischen Ureinwohnern, 0,55 % Asiaten und 0,63 % stammten aus anderen ethnischen Gruppen. 0,05 % stammten von zwei oder mehr Rassen ab. 4,0 % der Bevölkerung waren spanischer oder latein-amerikanischer Abstammung.
Herkunft: 30,1 % gaben eine deutsche, 27,4 % eine schweizerische, 7,3 eine amerikanische, 6,8 % eine englische und 5,4 % eine irische Herkunft an.
Von den 1620 Haushalten hatten 29,3 % Kinder und Jugendliche unter 18 Jahren, die bei ihnen lebten. 53,4 % waren verheiratete, zusammenlebende Paare, 9,9 % waren allein erziehende Mütter, 3,3 % waren alleinerziehende Väter und 33,5 % waren keine Familien. 31,3 % bestanden aus Singlehaushalten und in 17,5 % lebten Menschen im Alter von 65 Jahren oder darüber. Die Durchschnittshaushaltsgröße betrug 2,35 und die durchschnittliche Familiengröße betrug 2,94 Personen.
24,1 % der Bevölkerung waren unter 18 Jahre alt, 7 % zwischen 18 und 24, 22,4 % zwischen 25 und 44, 22,6 % zwischen 45 und 64 und 24 % waren 65 Jahre oder älter. Das Durchschnittsalter betrug 42 Jahre. Davon waren 46,1 % Männer und 53,9 % Frauen.
Das jährliche Durchschnittseinkommen eines Haushalts betrug 2015 45.897 USD, das Durchschnittseinkommen der Familien 61.550 USD.

### Einwohnerentwicklung
| Jahr      | 1890 | 1900 | 1910 | 1920 | 1930 | 1940 | 1950 | 1960 | 1970 | 1980 |
| --------- | ---- | ---- | ---- | ---- | ---- | ---- | ---- | ---- | ---- | ---- |
| Einwohner | 544  | 1037 | 1316 | 1537 | 1883 | 2075 | 2277 | 2644 | 2988 | 3300 |
| Jahr      | 1990 | 2000 | 2010 | 2020 | 2030 | 2040 | 2050 | 2060 | 2070 | 2080 |
| Einwohner | 3559 | 4150 | 3999 |      |      |      |      |      |      |      |

### Sprache
Guido Seiler von der Universität Zürich forscht seit einigen Jahren zum Thema Berndeutsch in Berne (Indiana). Zum hochalemannischen Dialekt, der zum Teil noch in der Gegend gesprochen wird, gibt es mehrere Publikationen:
- Walter Haas: Berndeutsch in Berne/Indiana. In: Schweizerdeutsches Wörterbuch. Schweizerisches Idiotikon. Bericht über das Jahr 1979. [Zürich, 1980], S. 9–16 (Digitalisat).
- Anja Hasse, Guido Seiler: Social factors in mixed language emergence: solving the puzzle of Amish Shwitzer. In: Silvia Ballarè, Guglielmo Inglese (Hrsg.): Sociolinguistic and Typological Perspectives on Language Variation (= Trends in Linguistics. Studies and Monographs. Band 374). De Gruyter Mouton, Berlin/Boston 2023, S. 85–120.
- Anja Hasse, Guido Seiler: Amisches und mennonitisches Shwitzer im Vergleich: Ergebnisse einer Pilotstudie. In: Zeitschrift für Dialektologie und Linguistik. Band 90, 2023, S. 144–174.
- Anja Hasse, Guido Seiler: Die Sprache(n) der Schweizer Täufer in Nordamerika. In: Elvira Glaser, Johannes Kabatek, Barbara Sonnenhauser (Hrsg.): Sprachenräume der Schweiz. Band 1: Sprachen. Narr Francke Attempto, Tübingen 2024, ISBN 978-3-381-10401-7 (doi:10.24053/9783381104024), S. 296–316.
- Marion Roy Wenger: A Swiss-German Dialect Study: Three Linguistic Islands in Midwestern U. S. A. Dissertation Ohio State University 1969 (University Microfilms, Ann Arbor).

## Öffentliche Einrichtungen
- Stadtpark Clock Tower and Muensterberg Plaza mit der Nachbildung des Zytglogge-Turms von Bern[5]
- Stadtpark Lehman Park mit Sportplätzen
- Stadtbibliothek mit 60.000 Titeln. In der Bibliothek befindet sich der Heritage Room, in dem die Stadtgeschichte und die Geschichte ihrer Einwohner dargestellt werden.[6]
- Swiss Heritage Village & Museum[7]

## Persönlichkeiten
- Mary Butcher (1927–2018), Baseballspielerin
- Dilley-Sechslinge (* 1993), erste Sechslingsgeburt der USA, bei der alle Neugeborenen überlebten
- Bob Dro (1918–2006), Baseballspieler der Brooklyn Dodgers
- Melissa Gillette; hielt den Indoor-Marathon-Weltrekord der Frauen vom 26. Februar 2012 bis zum 6. Januar 2013
- Lester Habegger (1924–2017), Basketballtrainer
- Peter Luginbill (1818–1886; eigentlich Luginbühl), einer der Stadtgründer von Berne
- Donald Neuen, Chorleiter/Dirigent, University of California in Los Angeles
- Richard R. Schrock (* 1945), erhielt 2005 den Nobelpreis für Chemie; seit 2013 Ehrendoktor der RWTH Aachen
- Ernie Steury (1930–2002), Missionsarzt und Gründer des Tenwek Hospital in Kenia